# 労働安全コンサルタント
労働安全コンサルタント（ろうどうあんぜんコンサルタント）とは、労働安全衛生法82条に基づく労働安全コンサルタント試験（国家試験）に合格した者で、同法84条に基づき厚生労働省に備える労働安全コンサルタント名簿に登録した者である。

## 概要
業務は、同法81条に規定されているとおり、労働安全コンサルタントの名称を用いて、他人の求めに応じ報酬を得て、労働者の安全の水準の向上を図るため、事業場の安全についての診断及びこれに基づく指導を行うこととなっている。
業務の実施に当たっては、労働安全衛生法86条にあるとおり信用を失墜する行為や知り得た秘密を漏らす行為を行ってはならず、特に秘密を漏らした場合は同法117条により1年以下の拘禁刑又は100万円以下の罰金に処せられる。
コンサルタントの資格自体は業務独占でも名称独占でもないが、コンサルタントの集まりである日本労働安全衛生コンサルタント会については名称独占が規定されている（同法87条）。

## 区分
試験の区分は機械・電気・化学・土木・建築の5種類である。合格後の業務では試験区分に制限されず（区分はいわば得意分野を示す程度のもの）、技術士のように資格の名称を表示する際区分を明示する必要もない。

## 受験資格
- 学校教育法による大学（短期大学を除く。）若しくは旧大学令による大学又は旧専門学校令（明治36年勅令第61号）による専門学校において理科系統の正規の課程を修めて卒業した者で、その後5年以上安全の実務（安全管理計画の企画、立案及び運営に関すること、生産現場等の具体的な災害防止対策の推進に関すること、安全教育の計画の策定、推進に関すること、労働災害の原因の把握、再発防止対策に関すること、労働災害の調査、分析に関すること）に従事した経験を有するもの
- 学校教育法による短期大学又は高等専門学校において理科系統の正規の課程を修めて卒業した者で、その後7年以上安全の実務に従事した経験を有するもの
- 学校教育法による高等学校（旧中等学校令（昭和18年勅令第36号）による中等学校を含む。）又は中等教育学校において理科系統の正規の学科を修めて卒業した者で、その後10年以上安全の実務に従事した経験を有するもの
- 技術士法（昭和58年法律第25号）第4条第1項に規定する第二次試験に合格した者
- 電気事業法（昭和39年法律第170号）第44条第1項第1号の第一種電気主任技術者免状の交付を受けている者
- 建設業法施行令（昭和31年政令第273号）第27条の3の規定による1級の土木施工管理技術検定に合格した者及び1級の建築施工管理技術検定に合格した者
- 建築士法（昭和25年法律第202号）第12条の一級建築士免許を受けることができる者（令和元年度までの試験合格者は経過措置あり）
- 労働安全衛生法第11条第1項の規定による安全管理者として10年以上その職務に従事した者
- 厚生労働大臣が指定する安全に関する講習（東京安全衛生教育センター及び大阪安全衛生教育センターが行う「安全管理講座（前期・後期）」、（財）労働安全衛生研修所が行う「労働安全衛生大学定期講座（当該講座の受講者のうち、特別の資格証明書の発行を受けた者に関し行われた講習に限る。）」を修了し、かつ、15年以上安全の実務に従事した経験を有する者
- 旧高等学校令（大正7年勅令第389号）による高等学校高等科、旧大学令（大正7年勅令第388号）による大学予科又は旧師範教育令（昭和18年勅令第109号）による高等師範学校において理科系統の正規の課程を修めて卒業した者で、その後7年以上安全の実務に従事した経験を有するもの
- 職業能力開発促進法（昭和44年法律第64号）による職業能力開発総合大学校（職業能力開発促進法及び雇用促進事業団法の一部を改正する法律（平成9年法律第45号）による改正前の職業能力開発促進法（以下「平成9年改正前の職業能力開発促進法」という。）による職業能力開発大学校及び職業能力開発促進法の一部を改正する法律（平成4年法律第67号）による改正前の職業能力開発促進法（以下「旧能開法」という。）による職業訓練大学校を含む。）における長期課程（職業訓練法の一部を改正する法律（昭和60年法律第56号） による改正前の職業訓練法（以下「訓練法」という。）による長期指導員訓練課程を含む。）の指導員訓練を修めて卒業した者で、その後5年以上安全の実務に従事した経験を有するもの
- 労働災害防止団体法（昭和39年法律第118号）第12条第1項の安全管理士（以下「安全管理士」という。）又は安全管理士であった者
- 労働安全衛生法第93条第1項の産業安全専門官（以下「産業安全専門官」という。）又は産業安全専門官であった者で、8年以上安全の実務に従事した経験を有するもの
- 職業能力開発促進法施行令（昭和44年政令第258号）別表に掲げる検定職種のうち製鋼、鋳鉄溶解、鋳造、鍛造、金属熱処理、機械加工、金属プレス加工、鉄工、板金、仕上げ、機械検査、電子機器組立て、電気機器組立て、織機調整、木工機械調整、建築大工、とび、左官、ブロック建築又は化学分析に係る1級の技能検定に合格した者
- 職業能力開発促進法施行規則（昭和44年労働省令第24号）第9条に定める普通課程の普通職業訓練のうち同令別表第2に定めるところにより行われるもの（職業能力開発促進法施行規則等の一部を改正する省令（平成5年労働省令第1号）による改正前の職業能力開発促進法施行規則別表第3に定めるところにより行われる普通課程の養成訓練並びに職業訓練法施行規則及び雇用保険法施行規則の一部を改正する省令（昭和60年労働省令第23号）による改正前の職業訓練法施行規則別表第1の普通訓練課程及び職業訓練法の一部を改正する法律（昭和53年法律第40号）による改正前の職業訓練法第9条第1項の高等訓練課程の養成訓練を含む。）（当該訓練において履修すべき専攻学科又は専門学科の主たる学科が工学に関する科目であるものに限る。）を修了した者で、その後10年以上安全の実務に従事した経験を有するもの、職業能力開発促進法施行規則第9条に定める専門課程の高度職業訓練のうち同令別表第6に定めるところにより行われるもの（旧能開法規則別表第3の2に定めるところにより行われる専門課程の養成訓練並びに訓練法規則別表第1の専門訓練課程及び旧訓練法第9条第1項の特別高等訓練課程の養成訓練を含む。）（当該訓練において履修すべき専攻学科又は専門学科の主たる学科が工学に関する科目であるものに限る。）を修了した者で、その後7年以上安全の実務に従事した経験を有するもの、職業能力開発促進法施行規則第9条に定める応用課程の高度職業訓練のうち同令別表第7に定めるところにより行われるもの（当該訓練において履修すべき専攻学科の主たる学科が工学に関する科目であるものに限る。）を修了した者で、その後5年以上安全の実務に従事した経験を有するもの
- 労働基準法（昭和22年法律第49号）第99条第1項の労働基準監督官として8年以上その職務に従事した者
- 森林法（昭和36年法律第249号）第187条第1項の林業専門技術員として5年以上その職務に従事した者
- 外国において学校教育における16年の課程を修了した者のうち、その最終の学校において理科系統の正規の課程を修めて卒業した者で、その後5年以上安全の実務に従事した経験を有するもの
- 外国において学校教育における14年の課程を修了した者のうち、その最終の学校において理科系統の正規の課程を修めて卒業した者で、その後7年以上安全の実務に従事した経験を有するもの
- 水産大学校、防衛大学校、気象大学校、海上保安大学校を卒業した者で、その後5年以上安全の実務に従事した経験を有するもの
- 航空大学校、海技大学校本科、旧中央気象台気象技術官養成所の研究科又は本科、旧国立工業教員養成所、旧東京農業教育専門学校、旧水産講習所又は旧函館水産専門学校、旧高等農業講習所本科、旧商船学校、旧陸海軍の学校等、旧海軍技手養成所その他の教育施設を卒業した者で、その後7年以上安全の実務に従事した経験を有するもの
- 学校教育法による大学（短期大学を除く。以下同じ。）若しくは旧大学令による大学又は旧専門学校令による専門学校を卒業した者で、その後大学又は公共的な研究機関において7年以上専ら労働安全に関する研究に従事したもの
- 日本国有鉄道が設置する教習機関において工学に関する課程（学校教育法による大学における工学に関する学科に準ずるものに限る。）を修めて卒業した者で、その後7年以上安全の実務に従事した経験を有するもの
- 日本国有鉄道が設置する教習機関において工学に関する課程（学校教育法による高等学校における工学に関する学科に準ずるものに限る。）を修めて卒業した者で、その後10年以上安全の実務に従事した経験を有するもの

## 試験
一次試験は各地の安全衛生技術試験協会で行う。一次試験の合格者を対象として口述式の二次試験が東京と大阪（何れか選択）で実施される
試験科目
- 択一式 - 産業安全一般・産業安全関係法令
- 記述式 - 機械安全・電気安全・化学安全・土木安全・建築安全から選択
- 口述試験 - 受験区分の内容